# Spielberg (Selb)
Spielberg ist ein Gemeindeteil der Großen Kreisstadt Selb im Landkreis Wunsiedel im Fichtelgebirge (Oberfranken, Bayern).

## Lage
Das Kirchdorf Spielberg liegt etwa sieben Kilometer westlich des Zentrums von Selb am Fuß des Großen Kornbergs. Die Grenze zu Tschechien verläuft etwa 15 Kilometer östlich.

## Geschichte
Der Ort wurde 1230 erstmals mit dem Namen „Spiegilberg“ erwähnt, 1275 erfolgte eine Nennung unter dem heutigen Namen. 1618 und 1682 wurde der Ort durch Dorfbrände heimgesucht. Ein solcher ereignete sich ebenfalls 1836. Ihm fielen 21 Häuser, 35 Nebengebäude sowie die Kirche zum Opfer. Bis zur kirchlichen Selbständigkeit 1846 war Spielberg ein kirchlich geteiltes Dorf. Ein Teil gehörte pfarrlich zu Selb, ein anderer zu Kirchenlamitz.
Am 19. April 1945 wurden drei Häuser in Spielberg sowie der Bahnhof Selb in Brand geschossen. Die Amerikaner rückten an diesem Tag bis nach Selb vor.
Spielberg gehörte bis 1972 zum Landkreis Rehau. Nach dessen Auflösung wurde es ein Teil des Landkreises Wunsiedel. Am 1. Januar 1978 wurde die bis dahin selbständige Gemeinde nach Selb eingemeindet.

## Verkehr
Direkt am Ort führt die Staatsstraße 2179 von Selb nach Marktleuthen vorbei. Durch zwei Bushaltestellen wird Spielberg an die Buslinie 5 der Verkehrsgemeinschaft Fichtelgebirge von Selb nach Wunsiedel angebunden. Der nächste Bahnhof befindet sich etwa fünf Kilometer entfernt in Marktleuthen an der Bahnstrecke von Hof nach Marktredwitz.

## Dorfleben
Kirchlich ist Spielberg mit 320 Gemeindemitgliedern (Stand 2006) die kleinste Gemeinde im Dekanat Selb und seit 1846 selbständig. Neben der immer noch selbständigen protestantische Kirchengemeinde, zu der auch die Nachbardörfer Heidelheim und Steinselb gehören und die seit 1976 von Schönwald aus betreut wird. Seit 2023 gehört die Kirchgemeinde nach Selb. Das gesellschaftliche Leben wird im Dorf vor allem durch den 1864 gegründeten Gesangverein und die 1877 gegründete Freiwillige Feuerwehr getragen.

## Sehenswürdigkeiten
- Neuromanische Pfarrkirche: Nach dem Dorfbrand 1836 legte die königliche Bauinspektion Kulmbach einen Entwurf vor, der aber verworfen wurde. Zur Ausführung gelangte schließlich ein Entwurf des Kunstausschusses München, der 1838 entstand. Der Grundstein des Neubaus wurde am 28. Juli 1840 gelegt und die Weihe erfolgte am 6. November 1842. Im Inneren befindet sich unter anderem ein hölzerner Kanzelaltar. Dieser war von den Einwohnern gegen den Willen der Behörden durchgesetzt worden.[2]
- Eine Gedenktafel an der alten Schule (Alte Schulschänke) neben der Kirche erinnert an Elias Oechsler, den in Spielberg geborenen Komponisten, Lehrer, Kantor, und Musikdirektor  (19. März 1850 bis 15. September 1917, Erlangen).[5]

- Wander- und Wintersportgebiet am Großen Kornberg: Der am 10. Oktober 1954 eingeweihte Aussichtsturm Schönburgwarte bietet bei guter Witterung einen Ausblick über das Fichtelgebirge sowie bis zum Frankenwald und zum böhmischen Hainberg.